# Dicaelotus suspectus
Dicaelotus suspectus là một loài tò vò trong họ Ichneumonidae.